# Les Enfants du soleil (Gorki)
Pour les articles homonymes, voir Les Enfants du soleil.
Les Enfants du soleil (russe : Дети солнца Deti solntsa) est une pièce de 1905 écrite par Maxime Gorki alors qu'il était brièvement emprisonné à la forteresse Pierre-et-Paul de Saint-Pétersbourg lors de la Révolution russe de 1905.
Il semble que Gorki ait principalement écrit cette pièce durant les huit derniers jours de son emprisonnement, avant sa libération le 2 février 1905, à la suite de protestations internationales. Formellement située durant l'épidémie de choléra de 1862, elle était clairement comprise comme représentant la tentative de révolution de 1905.

## Production

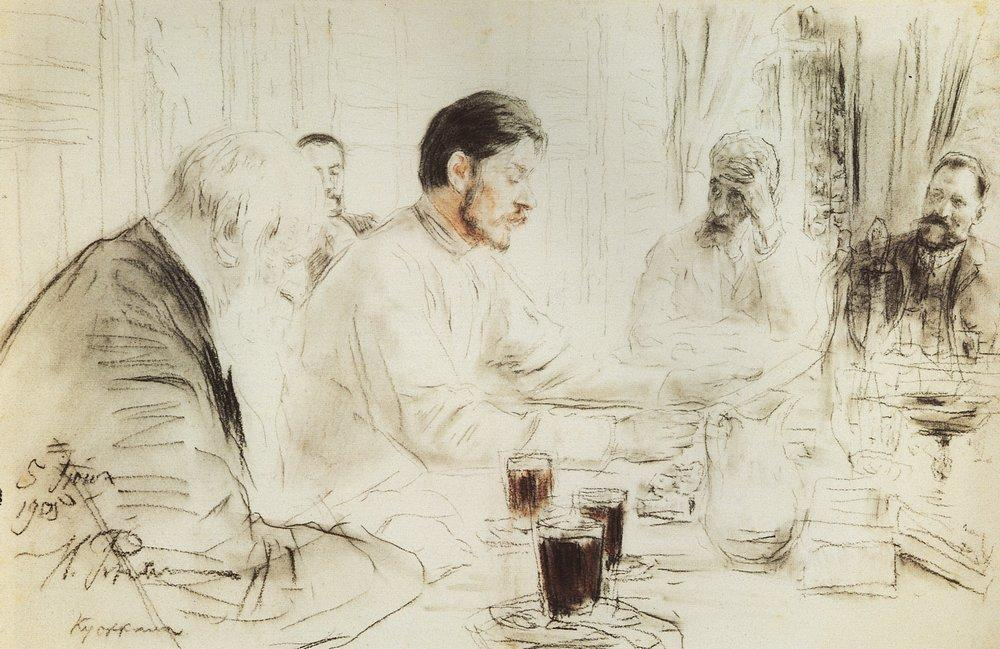
Maxime Gorki lisant Les Enfants du soleil dans Les Pénates. Dessin à la sanguine d'Ilia Répine.

L'idée de la pièce serait venue à Gorki par une phrase prononcée par le savant Piotr Lebedev : « La clef des mystères de la vie, c'est la chimie ». 
Initialement censurée, les autorités impériales autorisèrent une création de la pièce le 24 octobre 1905 au théâtre d’art de Moscou. Étant donné les circonstances qui régnaient en ville, l'atmosphère était si tendue que le public commença à paniquer à l'acte III, où une foule s'agite. Vassili Katchalov dut arrêter la pièce et rassurer le public : ce n'était que du théâtre et la foule n'en voulait qu'à son personnage.

## Distribution
- Vassili Katchalov : le professeur Pavel Fiodorovitch Protassov
- Elena Nikolaïevna, femme de Protassov
- Olga Knipper (femme d'Anton Tchekhov) : Liza, sœur de Protassov
- Antonovna, bonne à tout faire, nounou
- Mélania, femme amoureuse de Protassov et sœur de Tchepournoï
- Dimitri Vaguine, artiste, ami de Protassov et amoureux de Elena
- Egor, l'assistant du professeur
- Fima, femme de chambre
- Boris Nikolaïevitch Tchepournoï, vétérinaire
- Nazar Avdeïevitch
- Micha, fils de Nazar
- Yakov Trochine
- Avdotia, femme d'Egor
- Loucha, femme de chambre
- Le docteur

## Trame
Le titre fait référence à l'élite russe, privilégiée et symbolisée par Protassov, idéaliste mais inconscient de ce qui se passe autour de lui. Lisa, au contraire, est maladive, nerveuse et prophétise la crise à venir : la pièce se situe lors de l'épidémie de choléra de 1862, où la peur provoqua des attroupements. Le détachement de Protassov lui fait oublier l'amour de Mélania pour lui, celui de sa femme pour Vaguine, la brutalité de son assistant et le danger d'une foule armée qui se dirige vers lui...

## Commentaire
« [...] semble conçue dans le sillage de Tchekhov dont on sent la présence à travers les thèmes, les personnages et leurs relations, sauf que l'univers de Gorki, traversé par une violence bien concrète, est tourné vers l'avenir. »

— Corinne Denailles

## Traductions
- 1964 Georges Daniel[4]
- 2008 André Markowicz[5]

## Représentations en France
- Mercredi 25 décembre 1963 : Théâtre national populaire, mise en scène de Georges Wilson, décors et costumes de Jacques Le Marquet, musique de Maurice Jarre ; avec, entre autres, Mona Dol, Catherine Sellers, Jean Martinelli, Georges Riquier, Emmanuelle Riva[6],[7]
- 1984 : Théâtre de la Parcheminerie[8]
- 2009 : Théâtre du fracas au Théâtre 13[9]
- 2014 : Comédie de Reims, La Rose des vents[10], adaptation et mise en scène de Mikaël Serre : « Un monde malade. Une élite impuissante à développer une voie alternative »[11],[12]
- 2022 : Théâtre Montansier, adaptation et mise en scène de Aksel Carrez.